# Бесславные ублюдки
«Бессла́вные ублю́дки» (англ. Inglourious Basterds [sic], МФА: [ɪnˈɡlɔɹ.i.əs ˈbæstɝdz]) — фильм, снятый режиссёром Квентином Тарантино по собственному сценарию. Съёмки фильма начались осенью 2008 года во Франции и Германии, премьера состоялась на Каннском кинофестивале в 2009 году. Действие картины, в которой снялись Брэд Питт, Майк Майерс, Элай Рот и Кристоф Вальц, происходит во Франции во время Второй мировой войны.
Фильм получил преимущественно положительные отзывы кинокритиков и собрал в мировом прокате более 322 млн долларов. Картина была выдвинута на восемь премий «Оскар» (победила всего в одной номинации — премия в категории «Лучший актёр второго плана» досталась Кристофу Вальцу, который также получил премию Гильдии киноактёров США, «Золотой глобус» и BAFTA), четыре премии «Золотой глобус» и шесть премий BAFTA. Актёрская работа Вальца, исполнившего роль штандартенфюрера СС Ганса Ланды, была высоко оценена ведущими киноаналитиками мира, многие из которых признавали её «жемчужиной» фильма и «секретным оружием Тарантино».
Подводя киноитоги десятилетия, многие обозреватели включили «Бесславных ублюдков» в собственные списки лучших фильмов не только года, но и первых десяти лет XXI века.

## Название
В оригинале фильм называется «Inglourious Bastеrds», хотя грамматически и орфографически правильно было бы написать «The Inglorious Bastards». В качестве заглавия для своей картины Квентин Тарантино взял американское прокатное название фильма Энцо Дж. Кастеллари «Этот проклятый бронепоезд» (итал. Quel maledetto treno blindato), известного в США как «Бесславные ублюдки» — «The Inglorious Bastards», преднамеренно отказавшись от артикля и допустив две орфографические ошибки. Поэтому, чтобы передать замысел автора, стоит переводить название фильма также с ошибками. Например, кинокритик и киновед Андрей Плахов предлагал вариант названия «Безславные ублютки».
На вопрос, почему он допустил орфографические ошибки в названии фильма, сам Тарантино отвечал: «Я никогда этого не стану объяснять». Но журналисты добились признания: «Почему „ублютки“? Да просто потому, что оно так произносится: „ублютки“».

## Сюжет
«Охотник за евреями» штандартенфюрер СД Ганс Ланда наносит неожиданный визит в дом французского фермера Перье Лападита в поисках членов еврейской семьи Дрейфусов. После долгого допроса Перье Лападит вынужден признаться, что прячет их у себя. По приказу Ганса Ланды солдаты расстреливают прячущихся под полом людей, однако 18-летней Шошанне Дрейфус удаётся бежать. Ланда берёт её на мушку, но в итоге не стреляет.
Параллельно лейтенант Альдо Рейн собирает группу американских солдат еврейского происхождения для выполнения миссии террора на территории оккупированной Франции. Задача группы: убивать нацистов самым жестоким образом с целью мести, деморализации и устрашения немецкой армии.
Слухи об отряде быстро распространяются в Рейхе, и отряд получает прозвище «ублюдки». Командиру дают прозвище Альдо «Апач» за то, что он сам и его солдаты снимают со своих жертв скальпы. Рассказ о члене отряда Донни Донновице по кличке «Жид-Медведь» доходит до самого Гитлера, чем вызывает его исступлённый гнев.
Другой участник группы — сержант (унтер-фельдфебель) Хуго Штиглиц — убил 13 офицеров гестапо, потому получил громкую славу среди эсэсовцев.
К Гитлеру приводят солдата, который был в плену у «ублюдков». Они убили его фельдфебеля и рядового сослуживца, но его самого не стали убивать, так как он выдал «ублюдкам» позицию немецкого патруля. Чтобы солдат не мог переодеться и тем самым утаить по окончании войны своего участия в ней в составе Вермахта, Альдо вырезал на его лбу свастику.
Уцелевшая Шошанна сменила имя на Эммануэль Мимьё и стала владелицей кинотеатра, который якобы достался ей по наследству. На неё обращает внимание немецкий герой-снайпер Фредерик Цоллер, который в фильме «Гордость нации» о его подвиге, снятом под эгидой рейхсминистра пропаганды Германии Йозефа Геббельса, в главной роли сыграл самого себя.

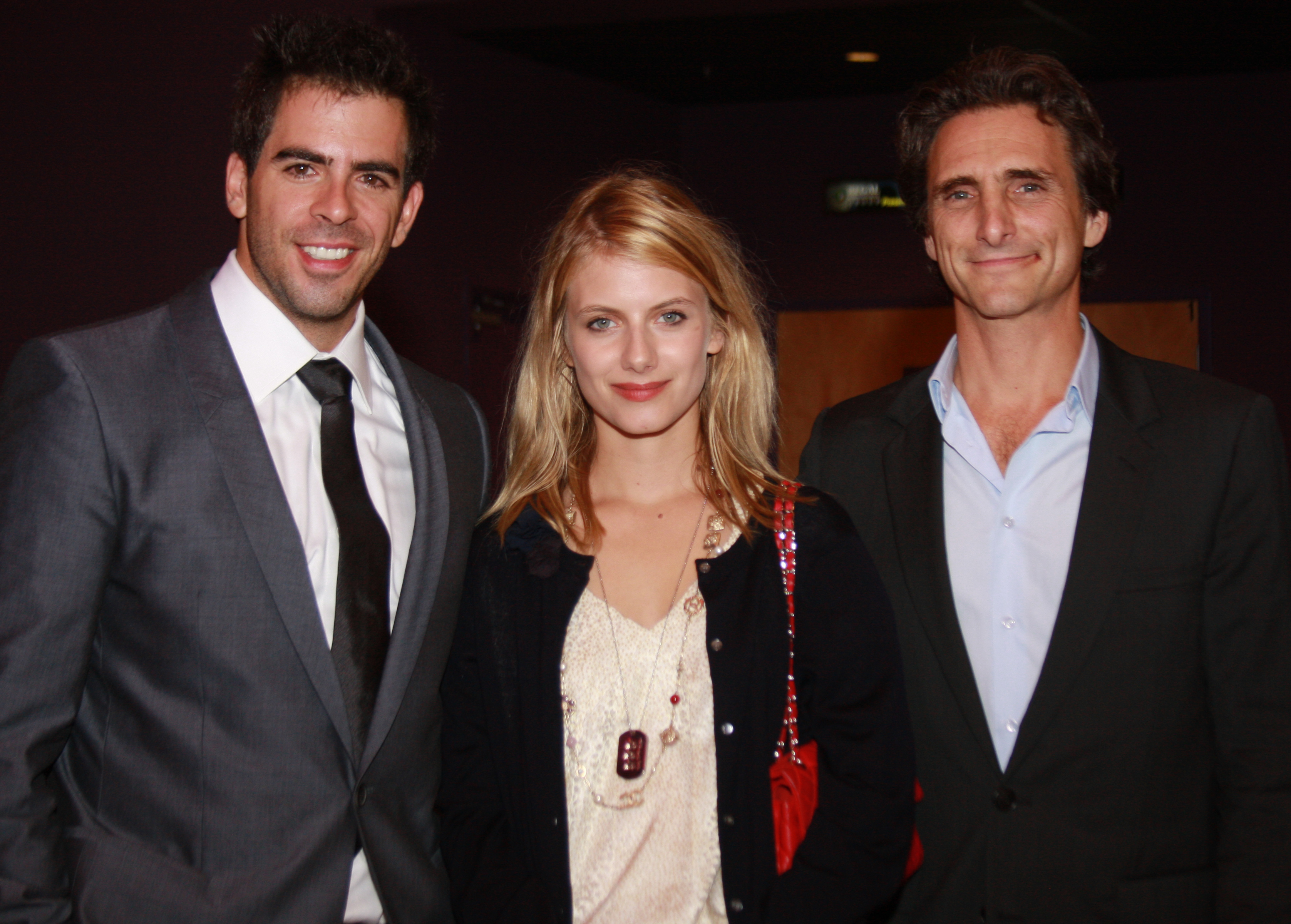
Элай Рот, Мелани Лоран и Лоуренс Бендер на премьере фильма, август 2009 года

Цоллер, который сопровождает Геббельса, настойчиво уговаривает того перенести премьеру в кинотеатр «Le Gamaar», который принадлежит Эммануэль. На премьере соберётся всё высшее руководство Рейха, и даже сам Гитлер решает посетить важное пропагандистское мероприятие. Эммануэль вместе со своим киномехаником, чернокожим Марселем, в отместку за гибель своей семьи и страдания еврейского народа задумывают поджечь кинотеатр во время премьеры.
Тем временем английское командование принимает решение направить лейтенанта британских коммандос Арчи Хикокса, работавшего до войны кинокритиком, к «ублюдкам» для участия в операции «КИНО». Цель — уничтожить высшее руководство Рейха во время просмотра фильма о Фредерике Цоллере. Группе предстоит встретиться с двойным агентом — завербованной актрисой Бриджет (Бригиттой) фон Хаммерсмарк и с её помощью попасть на премьеру. Они встречаются в кабаке, где в то же время немецкие солдаты празднуют рождение сына у сослуживца.
Разговором группы заинтересовался офицер гестапо, и в результате разоблачения происходит перестрелка, где погибают все находившиеся в зале «ублюдки» — те, кто знал немецкий язык, а актриса ранена в ногу. Остальные «ублюдки» вывозят фон Хаммерсмарк и задумывают проникнуть на премьеру под видом сопровождающих Бриджет фон Хаммерсмарк итальянских кинематографистов.
В итоге план группы практически рушится, а кульминация разворачивается в кинотеатре, где Эммануэль и оставшиеся из «ублюдков», ничего не зная друг о друге, попытаются закончить войну одним ударом: Шошанна собирается поджечь кинотеатр, а «ублюдки» — взорвать.
Ганс Ланда узнаёт, что актриса была в кабаке, где состоялась перестрелка, душит её и захватывает её сопровождающих: лидера «ублюдков» Альдо Рейна и оставшегося в живых рядового Ютивича по кличке «Лилипут».
Финал киноленты представлен в жанре альтернативной истории — Гитлер и Геббельс расстреляны из автомата Жидом-Медведем, вся верхушка рейха гибнет при взрыве и пожаре кинотеатра.
Во время пожара Ланда не убивает пленников, а предлагает сделку: он позволит им уничтожить Гитлера, Геринга, Геббельса и Бормана, если «ублюдки» свяжут его со своим командованием. Он обещает завершить войну в обмен на медаль Конгресса, объявление его руководителем операции «КИНО», освобождение от преследования за нацистские преступления и спокойную жизнь до старости в собственном доме на престижном острове Нантакет в штате Массачусетс. Альдо связывается с командованием, и ему приказывают согласиться с условиями Ланды. Ланда оставляет Апача и Лилипута в живых и едет с ними к линии фронта. После её пересечения Ланда и его водитель Герман официально сдаются Апачу, но он убивает водителя, приказывая Лилипуту снять с него скальп. Потом он интересуется у Ганса Ланды, снимет ли тот после войны свою эсэсовскую форму. Предвидя ответ, Апач вырезает ему на лбу «то, что нельзя снять» — свастику, чтобы его нацистское прошлое никогда не было скрыто.
Финал выглядит так же, как и сцена во второй главе, только Апач смотрит на Ланду вместе с Ютивичем, улыбаясь и говоря, что это «вполне тянет на шедевр».

## В ролях

### «Бесславные ублюдки»
- Брэд Питт — лейтенант Альдо Рейн по прозвищу «Апач»
- Элай Рот — сержант Донни Доновиц по прозвищу «Жид-Медведь»
- Тиль Швайгер — фельдфебель Хуго Штиглиц
- Гедеон Буркхард — капрал Вильгельм Викки
- Б. Дж. Новак — рядовой Смитсон Ютивич по прозвищу «Лилипут»
- Омар Дум — рядовой Омар Ульмар
- Сэмм Левайн — рядовой Герольд Хешберг
- Пол Раст — рядовой Энди Коган
- Майкл Бэколл — рядовой Майкл Циммерман
- Карлос Фидель — рядовой Саймон Саковиц

### Британцы
- Майкл Фассбендер — лейтенант Арчи Хикокс
- Майк Майерс — генерал Эд Фенек
- Род Тейлор — Уинстон Черчилль

### Французы
- Мелани Лоран — Шошанна Дрейфюс
- Джеки Идо — Марсель
- Жюли Дрейфус — Франческа Мондино
- Дени Меноше — Перье Лападит
- Леа Сейду — Шарлотта Лападит
- Тина Родригес — Жюли Лападит
- Лена Фридрих — Сюзанна Лападит
- Яна Палласке — Бабетта
- Бадди Джо Хукер[англ.] — Гаспар

### Немцы
- Кристоф Вальц — штандартенфюрер Ганс Ланда «Охотник на евреев»
- Диана Крюгер — Бриджит фон Хаммерсмарк
- Даниэль Брюль — рядовой Фредерик Цоллер
- Аугуст Диль — штурмбаннфюрер Дитер Хельстром
- Мартин Вуттке — Адольф Гитлер
- Сильвестер Грот — Йозеф Геббельс
- Рихард Заммель — фельдфебель Вернер Рахтман
- Александр Фелинг — обер-фельдфебель Вильгельм
- Зёнке Мёринг[англ.] — рядовой Буц / Вальтер Фрейзер
- Кристиан Беркель[англ.] — бармен Эрик
- Райнер Бок[англ.] — генерал Шёнхерр, член Верховного командования вермахта
- Михаэль Шил — генерал Франк, член Верховного командования вермахта
- Кристиан Брюкнер — Клист
- Хильмар Айхорн[нем.] — Эмиль Яннингс
- Бела Б. — билетёр в кинотеатре
- Энцо Кастеллари[англ.] — нацистский генерал на премьере фильма «Гордость нации»

### Прочие роли
- Сэмюэл Л. Джексон — рассказчик
- Харви Кейтель — командир Управления стратегических служб
- Бо Свенсон — американский полковник в фильме «Гордость нации»
- Патрик Элиас[нем.] — Якоб Дрейфус
- Ева Лёбау — Мириам Дрейфус
- Сальвадоре Брандт — Боб Дрейфус
- Яспер Линневедель — Амос Дрейфус
- Квентин Тарантино — оскальпированный немецкий солдат в первой засаде «ублюдков»; американский солдат в фильме «Гордость нации»

## Создание

### Разработка и написание сценария
О планах снять военный фильм Тарантино говорил ещё в начале 2000-х годов. Режиссёр потратил почти семь лет, чтобы написать сценарий к «Бесславным ублюдкам». Как признался Тарантино, он «дорожил каждой страницей сценария, из-за чего сюжет рос и расширялся». Кроме того, он чувствовал, что этот сценарий — лучший из им написанных. Тарантино охарактеризовал фильм так: «Это моя версия „Грязной дюжины“, „Пушек острова Наварон“ и „Куда не долетают и орлы“».
В 2002 году Тарантино понял, что на создание фильма уйдёт больше времени, чем планировалось. К тому же его коллеги в то время как раз снимали фильмы о Второй мировой войне. В связи с этим Тарантино оставил задумку и перешёл к режиссированию дилогии «Убить Билла». После окончания съёмок «Убить Билла» режиссёр вернулся к сценарию «Ублюдков» и решил сделать не фильм, а мини-сериал. Он укоротил сценарий, руководствуясь длиной сценария «Криминального чтива». Тогда же он заявил о том, что съёмки фильма начнутся в 2005 году. Предполагаемым сюжетом фильма должны были стать побег отряда солдат перед казнью и их помощь антигитлеровской коалиции. Тарантино описал солдат как «необычных героев Второй мировой войны».
В ноябре 2004 года Тарантино снова изменил свои планы и решил отложить производство «Бесславных ублюдков» ради того, чтобы сыграть в вестерне Такаси Миикэ «Сукияки Вестерн Джанго», а также снять фильм о кунг-фу на северокитайском языке. В 2007 году вместе с Робертом Родригесом Тарантино срежиссировал картину «Грайндхаус», после чего окончательно вернулся к работе над «Ублюдками».
Сразу же после премьеры фильма сценарий картины был опубликован в качестве отдельной книги и переведён на несколько языков, в том числе и русский.

### Влияние
Множество классических кинолент повлияло на Тарантино во время съёмок «Бесславных ублюдков». По его признанию, вся открывающая сцена «Ублюдков» (визит штандартенфюрера Ланды в дом молочника Лападитта) подчистую скопирована с аналогичной сцены посещения Сентенцой фермы солдата Стивенса в знаковом спагетти-вестерне Серджо Леоне «Хороший, плохой, злой».
В работе Тарантино нашлось место и советскому кинематографу — расстрел Гитлера и последующее за ним сожжение кинотеатра Шошанны отсылают к военной драме Элема Климова «Иди и смотри», а коляска с ребёнком в Stolz der Nation отсылает к соответствующей сцене в фильме «Броненосец „Потёмкин“».
В декабре 2009 года состоялась специальная вечеринка по случаю выпуска DVD и Blu-ray изданий фильма. На ней режиссёр представил зрителям несколько 35-мм трейлеров тех картин, которые оказали большое влияние на него самого. В их число вошли (кроме, конечно же, самих «Бесславных ублюдков» Кастеллари):
- 1967 — «оскароносный» военный боевик Роберта Олдрича «Грязная дюжина»
- 1967 — «Тобрук[англ.]» Артура Хиллера с Роком Хадсоном и Джорджем Пеппардом в главных ролях
- 1968 — итальянский спагетти-вестерн Энцо Кастеллари[англ.] «Убей их всех и вернись... один[англ.]»
- 1969 — британская военная драма Андре де Тота «Грязная игра[англ.]», в которой молодой Майкл Кейн исполнил одну из первых ролей в своей карьере
- 1969 — итальянский спагетти-вестерн Дона Тэйлора и Итало Цингарелли[англ.] «Армия пятерых[англ.]»
- 1970 — итало-американское «Гнездо шершней[англ.]» Фила Карлсона и Франко Чирино[итал.]
- 1970 — комедийный боевик Брайана Хаттона[англ.] «Герои Келли»
- 1980 — «Большая красная единица» Сэмюэла Фуллера

### Подбор актёров
Ещё в 2005 году, когда был толком неизвестен сюжет предстоящей картины, на главные роли рассматривались три знаменитых актёра боевиков: Брюс Уиллис, Сильвестр Сталлоне и Арнольд Шварценеггер. Тарантино говорил:
Я сказал это однажды, и я собираюсь сказать это ещё раз. Я хочу пригласить Брюса, Слая и Арнольда на роли в моём эпическом военном фильме. Я всегда мечтал о трёх суперзвёздах, снимающихся в одном фильме. ... и сейчас  для этого самое лучшее время.
— Квентин Тарантино, 

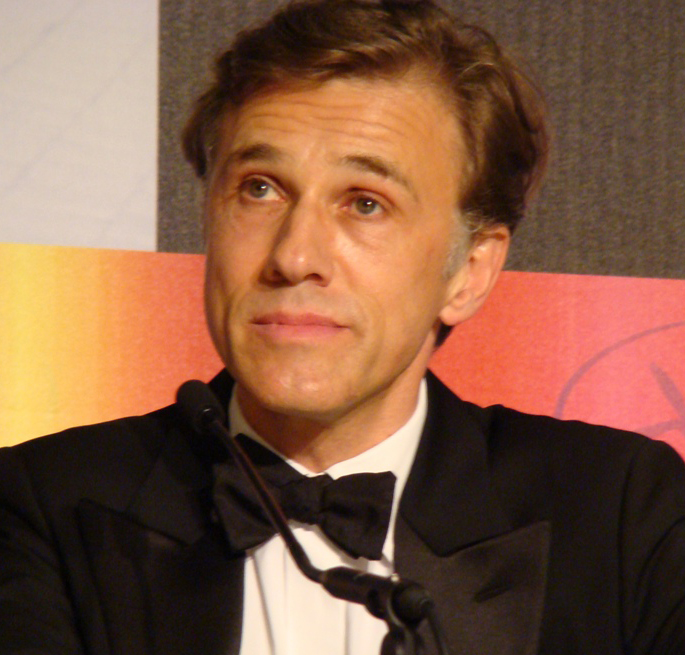
Кристоф Вальц на 62-м Каннском кинофестивале

Роль Ганса Ланды первоначально была предназначена Леонардо Ди Каприо, однако позже Тарантино понял, что штандартенфюрера должен сыграть более возрастной немецкий актёр. В итоге роль сыграл почти неизвестный австрийский актёр Кристоф Вальц. Тарантино рассказывал, что ни один из актёров, пробовавшихся на крайне важную роль Ланды, не соответствовал авторскому замыслу, так что он уже был готов отменить съёмки, но пришёл Вальц, прошёл кастинг и «вернул мне мой фильм». Позже Тарантино сказал: «Ланда — это лучший персонаж из тех, что я когда-либо сочинил, и возможно, лучший из тех, что я когда-либо сочиню».
Лейтенанта Альдо Рэйна с самого начала должен был сыграть Брэд Питт, с которым Тарантино никогда ранее не работал. И актёр, и режиссёр давно выражали желание появиться на одной съёмочной площадке, однако планы постоянно менялись. Когда Тарантино написал половину сценария, он почувствовал, что Питт — самая сильная кандидатура на роль Альдо Рэйна. Закончив сценарий, режиссёр подумал, что в роли Рэйна Питт будет «потрясающим», и позвонил его агенту, чтобы узнать, свободен ли актёр.
Сержанта Донни Доновитца мог сыграть комик Адам Сэндлер, но он отказался, сославшись на конфликты с компанией Universal Pictures, у которой актёр тогда снимался в фильме «Приколисты». Его заменил режиссёр Элай Рот, близкий друг Тарантино, который помимо актёрской работы срежиссировал так называемый «фильм внутри фильма» — «Гордость нации», на съёмках которого было задействовано более трёхсот актёров массовки. Кроме того, Тарантино утвердил на роль в фильме ещё одного комика — лейтенанта Арчи Хикокса должен был сыграть Саймон Пегг, но и он отказался, предпочтя «Ублюдкам» новый мультфильм Стивена Спилберга «Приключения Тинтина: Тайна „Единорога“». Впоследствии роль Хикокса исполнил немецко-ирландский актёр Майкл Фассбендер. Б. Дж. Новак, звезда телесериала «Офис», также перевоплотился в рядового Ютивича.
Тарантино вёл переговоры с актрисой Настасьей Кински о её участии в фильме в качестве Бриджет фон Хаммерсмарк. Режиссёр даже слетал в Германию, чтобы встретиться с ней и договориться, однако сделка не состоялась, и вместо Кински в фильме сыграла Диана Крюгер. Род Тейлор, исполнивший в картине почти бессловесную роль премьер-министра Великобритании Уинстона Черчилля, заявил об уходе из кинематографа ещё в 2006 году, но сделал исключение специально для Тарантино. Готовясь к роли, Тейлор пересмотрел десятки документальных кинолент с участием Черчилля, чтобы как можно более убедительно изобразить его походку и голос. Примечательно, что сам актёр уговаривал Тарантино взять на роль Альберта Финни, который уже играл премьер-министра в одноимённом телефильме 2002 года. Роль Черчилля стала заключительной в карьере Тэйлора — актёр скоропостижно скончался в январе 2015 года.
Режиссёр «Этого проклятого бронепоезда» Энцо Дж. Кастеллари появился в эпизодической роли немецкого генерала. Актёры Сэмюэл Л. Джексон и Харви Кейтель, ранее уже сотрудничавшие с Тарантино, также внесли свою лепту в фильм, озвучив рассказчика и директора Управления стратегических служб соответственно.

### Съёмки
Созданием фильма занялась компания братьев Вайнштейнов The Weinstein Company. В июле 2008 года братья заявили, что намерены как можно быстрее закончить фильм, чтобы он смог участвовать в конкурсной программе 62-го Каннского кинофестиваля. Германия и Франция стали местом съёмок фильма, которые стартовали в октябре 2008 года.
Большая часть сцен фильма была снята и смонтирована на киностудии Babelsberg Studio в Потсдаме и в маленьком городке Бад-Шандау. Элай Рот позже сказал, что когда они снимали сцену поджога кинотеатра, здание чуть не сгорело от высокой температуры, так как работники съёмочной площадки полагали, что температура огня будет 400 градусов по Цельсию, однако она достигала 1200.
На съёмках Квентин Тарантино чуть не задушил Диану Крюгер. Чтобы добиться реалистичности в сцене с удушением, режиссёр пошёл на радикальный ход и решил, что нужно по-настоящему душить актрису. Кристоф Вальц побоялся такого подхода, поэтому режиссёр сам взялся реализовать свой замысел и собственными руками душил актрису, так что в результате Диана потеряла сознание. В финальный монтаж фильма попал дубль именно с руками Тарантино на шее Дианы Крюгер.

## Прокат
Когда финальный вариант сценария был закончен, кто-то загрузил его в Интернет, и несколько фан-сайтов Тарантино начали публиковать рецензии на него.

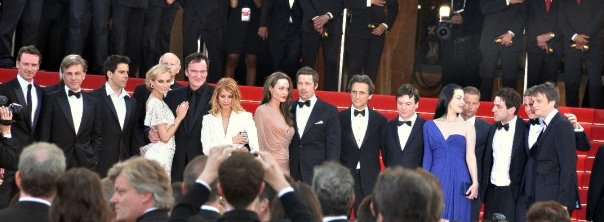
Команда фильма на 62-м Каннском кинофестивале

Первый полный тизер-трейлер к фильму был показан на телеканале Entertainment Tonight 10 февраля 2009 года, а уже через несколько недель его показывали в кинотеатрах США перед фильмом «Пятница 13-е». Релиз фильма состоялся 19 августа 2009 года в Великобритании и Франции, 20 августа — в Германии и России, а 21 августа — в США.
Для немецкого проката постеры, ролики и официальный веб-сайт подверглись цензуре, так как использование нацистской символики запрещено в Германии. Из логотипа была изъята свастика; на плакатах явно видимые свастики были либо убраны, либо заменены на дырки от пуль. Кроме того, немецкая версия длиннее прочих международных версий примерно на 50 секунд. Сцена с немцами в таверне, угадывающими карту солдата с надписью «Виннету», идёт в немецкой версии дольше. На лицензионных видеоносителях в других странах эту версию сцены можно увидеть в дополнительных материалах, но немецкая кино-, DVD- и Blu-Ray-версии — единственные, где она интегрирована в фильм.
В российском прокате показ картины проводился в нескольких вариантах: полностью дублированном (около 335 копий), частично дублированном — реплики героев, произнесённые на французском, итальянском и немецком языках, не были озвучены и показывались с русскими субтитрами (так называемая «режиссёрская версия», примерно 85 копий), а также на языке оригинала с русскими субтитрами (только в московском кинотеатре «35мм»). Комментарий Михаила Вулиха, руководителя студии «Пифагор», осуществившей дубляж фильма, был таковым:
Значит, мы берём, мы приравниваем, скажем, оклахомовского какого-нибудь американского жителя, который знает свой американский язык и больше никакого, и в кино видит этот фильм. Для него половина фильма будет на иностранном языке? Будет. Ну, и для нашего русского зрителя, в уважение к замыслу Тарантино, в одной из версий половина фильма будет на иностранном языке. С субтитрами. Как и задумывал режиссёр.
— Михаил Вулих

### Сборы
В первую пятницу показа фильм заработал 14,3 миллиона долларов в Северной Америке, а на выходных сборы достигли отметки в 38 миллионов долларов, оставив позади «Район № 9». В первые десять дней проката фильм заработал 73 миллиона долларов, опередив всех соперников. Итоговым результатом проката картины стала цифра в 321 миллион долларов.
В России и СНГ фильм собрал около 6 миллионов долларов.

### Выход на видео
Первое DVD-издание фильма (на одном диске, двух и Blu-ray) вышло 15 декабря 2009 года в США и Австралии, в Великобритании — 7 декабря того же года. На протяжении первой недели после релиза «Бесславные ублюдки» показывали хороший результат по продаже DVD, уступая только фильму «Мальчишник в Вегасе». Всего в США было продано более полутора миллиона дисков, прибыль составила 28 миллионов долларов.
В России DVD-издание включило в себя обычное, упрощённое, Blu-ray и специальное двухдисковое.
В фильме, предназначавшемся для немецких зрителей, были удалены сцены со свастикой, так как показ нацистской символики в Германии запрещён. Запрет был снят в 2011 году.

## Саундтрек
Композитором фильма стал Эннио Морриконе, работавший с Тарантино впервые. Релиз саундтрека состоялся 18 августа 2009 года. Саундтрек состоит из разных жанров музыки, начиная с композиций, свойственных спагетти-вестернам, и заканчивая R&B. Альбом с саундтреком был номинирован на премию «Грэмми» в категории «Лучший компиляционный саундтрек для фильма, телевизионного фильма или других визуальных медиапроизведений», но проиграл саундтреку фильма «Миллионер из трущоб».
| №   | Название                               | Длительность |
| --- | -------------------------------------- | ------------ |
| 1.  | «The Green Leaves of Summer»           | 1:55         |
| 2.  | «The Verdict (La Condanna)»            | 1:13         |
| 3.  | «White Lightning (Main Title)»         | 2:55         |
| 4.  | «Slaughter»                            | 4:24         |
| 5.  | «The Surrender (La resa)»              | 2:47         |
| 6.  | «One Silver Dollar (Un Dolaro Bucato)» | 2:02         |
| 7.  | «Davon geht die Welt nicht unter»      | 2:33         |
| 8.  | «The Man with the Big Sombrero»        | 1:49         |
| 9.  | «Ich wollt' ich wär ein Huhn»          | 2:44         |
| 10. | «Main Theme from Dark of the Sun»      | 3:10         |
| 11. | «Cat People (Putting Out Fire)»        | 4:10         |
| 12. | «Tiger Tank»                           | 1:17         |
| 13. | «Un Amico»                             | 2:35         |
| 14. | «Rabbia e Tarantella»                  | 3:53         |

### Композиции, использованные в фильме, но не вошедшие в официальный состав саундтрека
| №   | Название                                 | Длительность |
| --- | ---------------------------------------- | ------------ |
| 1.  | «L'incontro Con La Figlia»               | 2:45         |
| 2.  | «Il Mercenario (ripresa)»                | 2:07         |
| 3.  | «Algiers November 1, 1954»               | 2:27         |
| 4.  | «Hound Chase (intro)»                    | 0:45         |
| 5.  | «The Saloon (from Al Di Là Della Legge)» | 2:36         |
| 6.  | «Bath Attack»                            | 0:54         |
| 7.  | «Claire's First Appearance»              | 2:58         |
| 8.  | «The Fight»                              | 0:47         |
| 9.  | «Mystic and Severe»                      | 3:08         |
| 10. | «The Devil's Rumble»                     | 1:39         |
| 11. | «What'd I Say»                           | 7:12         |
| 12. | «Zulus»                                  | 2:33         |
| 13. | «Eastern Condors»                        | 3:53         |

## Критика
| Рейтинги                | Рейтинги |
| Издание                 | Оценка   |
| ----------------------- | -------- |
| allmovie                | [ 75 ]   |
| Rolling Stone           | [ 76 ]   |
| eFilmCritic             | [ 77 ]   |
| Internet Movie Database | [ 78 ]   |
| Empire                  | [ 79 ]   |
| IGN                     | [ 80 ]   |
| The Guardian            | [ 81 ]   |
| Metacritic              | [ 82 ]   |
| Rotten Tomatoes         | [ 6 ]    |

Фильм был положительно воспринят большинством кинокритиков и имеет среднюю оценку критиков в 88 % на агрегаторе Rotten Tomatoes. Ричард Корлисс из TIME одобрил решение Тарантино придумать для мировой войны новую концовку: «Все же знают, чем закончится дело. Плохие парни проиграют. Гитлер погиб в своём бункере. Где тут интрига? Где неопределённость? Для большинства фильмов о войне исторические факты — нечто неприкасаемое». Это мнение разделил Юрий Гладильщиков («Ведомости»): «Давайте наконец видоизменять историю в кино, как нам нравится… потому что в браке между кино и историей главная не история, главное — кино».
Дж. Хоберман в «Village Voice» развил тезис режиссёра о том, что «Бесславные ублюдки» — это спагетти-вестерн, действие которого перенесено в Европу военного времени: «Перед нами — альтернативная Вторая мировая, в которой евреи терроризируют и истребляют нацистов; своего рода справедливый Холокост». Хоберман сравнивает Тарантино со Спилбергом в том, что они оба навязывают свою волю истории великой войны; при этом «Бесславные ублюдки» — как и любой вестерн — пытается нащупать границу насилия, допустимого во имя достижения благородной цели.
Роджер Эберт признал «Бесславных ублюдков» одним из лучших фильмов года («В центре этого кинополотна — Герой, Нацист и Девушка»). Согласно Эберту, Тарантино в очередной раз подтвердил свою способность создавать Персонажей с большой буквы; они «кажутся крупнее, чем большинство людей, которых мы видим на киноэкранах».
Манола Даргис из The New York Times, крайне негативно оценившая предыдущие работы Тарантино, не изменила к нему отношения и после «Бесславных ублюдков». В своей рецензии она отметила топорность актёрской работы Лоран и Рота, которых совершенно затмил «нацистский злодей-искуситель» в исполнении Вальца. Критика насторожило, что положительные персонажи не могут соревноваться с нацистом в «жонглировании словами и харизме». Несмотря на затянутость диалогов, Даргис всё же похвалила искусность, с которой Тарантино снял первую сцену фильма, где камера кружит вокруг французского фермера, «как бы закручивая вокруг него петлю».
Актёрская работа Кристофа Вальца заняла отдельное место в отзывах кинокритиков. Обозреватель сайта thepassionatemoviegoer Джо Бэлтейк подытожил свою рецензию так: «Внушительный персонаж, внушительный актёр: Кристоф Вальц волнующе очарователен в мастерских „Бесславных ублюдках“ Квентина Тарантино». Колин Кловерт из газеты Star Tribune похвалил перевоплощение Брэда Питта, однако, по словам Кловерта, его обошёл коллега по фильму: «Прорывная актёрская игра Вальца, сыгравшего очаровательно презренного полковника Ланду, настолько умного, интеллигентного и коварного злодея, который повернул всю Вторую мировую войну в сторону собственного мошенничества. Его сухое преподнесение своего персонажа, охватившее четыре языка, уже принесло ему приз за лучшую мужскую роль на Каннском кинофестивале, и, безусловно, привлечёт внимание „Оскара“ со временем».
Особенно отмечалось жанровое своеобразие картины, которая, как и предыдущие фильмы Тарантино, в первую очередь является пастишем из любимых фильмов режиссёра. По словам Эберта, «„Бесславные ублюдки“ не более фильм о войне, чем „Криминальное чтиво“ — фильм о… а о чём вообще был тот фильм?». Отдельные «главы» фильма сделаны по канонам различных жанров и отсылают к их классическим произведениям. Так, пролог, действие которого происходит на молочной ферме, титрами «Однажды, в оккупированной нацистами Франции… 1941» и музыкой Морриконе цитирует вестерн «Однажды на Диком Западе» Серджо Леоне. Вторая глава — это вариация на тему классического сюжета о группе диверсантов во вражеском тылу. И в разговоре Шошанны с Цоллером, и во время встречи «Ублюдков» в кабаке, где они играют в «угадайку», напрямую цитируются классические довоенные фильмы. Образ Гитлера, как отмечают и Цыркун, и Трофименков, напоминает карикатурного фюрера из комедии Эрнста Любича «Быть или не быть».
Из российских обозревателей Анатолий Ющенко с сайта filmz.ru положительно оценил фильм, подытожив: «Два с половиной часа ты переживаешь за судьбу оживших марионеток из гран-гиньоля, потом в полной уверенности заявляешь, что иллюзии подчас действительно могут многое изменить. В итоге выходишь завороженный из кинотеатра, понимая, что перед глазами пронеслась целая жизнь, из которой, следуя традициям, вырезали все самое скучное. Как ни странно, это и есть кино в своем истинном предназначении», а Максим Эйдис, журналист сайта openspace.ru, заявил, что Каннское жюри в 2009 году было не в себе, не отдав «Ублюдкам» «Золотую пальмовую ветвь»: «…Как раз таких нацистов, пожалуй, и стоило бы оставить будущему — и как раз такой финал каждый из нас, любой из нас мечтал увидеть с детства. Тарантино наконец подарил его нам, и наплевать, тянет фильм на шедевр или нет».
Нина Цыркун в статье в журнале «Искусство кино» подметила следующее:
Седьмой фильм Квентина Тарантино — аттракцион неслыханной щедрости. Сценарист и режиссёр снабдил своих «Бесславных ублюдков» таким количеством в разной степени закодированной информации, которую вряд ли способен усвоить хотя бы один самый что ни на есть интеллектуал-синефил по обе стороны Атлантики. Невероятно, как он сам был способен все это уложить в собственной голове, заодно сумев создать вполне структурно сообразный и логично развивающийся фильм, но недаром он работал над сценарием около десяти лет. В результате получился гиперфильм, гигантское кинодрево с множественными флуктуациями, причем это не развесистая декоративная клюква, а детально продуманная конструкция. Впрочем, даже если освоить эту сложную организацию вряд ли кому удастся в полном объёме, то свою долю удовольствия от узнавания, как бы вводящего в интимный сговор с автором, гарантированно получит каждый зритель.
— Нина Цыркун
Михаил Трофименков написал, что «фокус в том, что у Тарантино — фасеточное зрение, охватывающее все версии жанра» и позволяющее «видеть рифмы между самыми несопоставимыми фильмами»: «Фильм кажется белогорячечным бредом именно потому, что в нём перебивают друг друга эти киноголоса. Сцена всесожжения верхушки рейха исполнена на уровне „большого стиля“ гениального Фрица Ланга, ошеломляюще красива, пронзительна: Тарантино изливает в ней всю свою нежность к кино и всю свою веру в его мощь».
Критики «Коммерсанта» расценили новый фильм Тарантино как «синефильскую фантазию». Андрей Плахов увидел в нём «сплошную игровую стихию, которая захватывает и подчиняет себе».